# Maria Lluïsa de Borbó i de Saxònia
Maria Lluïsa Antònia de Borbó i de Saxònia (Portici, 24 de novembre de 1745 - Viena, 15 de maig de 1792) va ser princesa de Nàpols i de Sicília, i des de 1759 va ser infanta d'Espanya. Va esdevenir duquessa de Toscana (1765-1790) i emperadriu romanogermànica (1790-1792) pel seu matrimoni amb Leopold II.

## Primers anys
Nascuda el 24 de novembre de 1745 al Palau Reial de Portici, va ser fill del llavors rei Carles VII de Nàpols –futur Carles III d'Espanya– i de Maria Amàlia de Saxònia. Va ser batejada l'endemà, sent-ne els padrins els reis d'Espanya, representat pel marquès de l'Hospital, ambaixador extraordinari, i la princesa Colombrano. La princesa era néta per via paterna dels reis Felip V d'Espanya i Isabel Farnese, i per via materna de l'elector Frederic August II de Saxònia i de l'arxiduquessa Maria Josepa d'Àustria.
Hom afirma que la princesa sempre va ser una nena sana i robusta. La princesa visqué a Nàpols la seva infantesa i la seva joventut fins als 14 anys quan la seva família es traslladà a Madrid a conseqüència de la conversió del seu pare en rei d'Espanya. Esdevé infanta d'Espanya arran de l'ascens al tron de Carles III, el 10 d'agost de 1759.

## Matrimoni
El 1764, abans de la sortida de Nàpols, es va acordar el seu matrimoni amb l'arxiduc Pere Leopold, fill dels emperadors Maria Teresa d'Àustria i Francesc I. El matrimoni es va celebrar per poders el 16 de febrer de 1764 a Madrid per la banda de Maria Lluïsa. Tanmateix, el casament de presència no es va celebrar fins a l'any següent a causa de la delicada salud de Leopold. Finalment, va tenir lloc a Innsbruck el 4 d'agost de 1765.
La parella regnà sobre el Gran Ducat de Toscana fins a l'any 1790, any en què la mort sense descendència de l'emperador Josep II, emperador romanogermànic feu que Leopold hagués d'assumir la corona austriaca. La parella es traslladà a Viena i tots dos moriren l'any 1792.
Va tenir setze fills:
- Maria Teresa (1767-1827). Consort d'Antoni I de Saxònia.
- Francesc I (1768-1835). Emperador d'Àustria.
- Ferran III (1769-1824). Gran Duc de Toscana.
- Maria Anna (1770-1809).
- Carles Lluís (1771-1847). Duc de Teschen.
- Alexandre (1772-1795). Palatí d'Hongria.
- Albert (1773-1774).
- Maximilià (1774-1778).
- Josep Antoni (1776-1847). Palatí d'Hongria.
- Maria Clementina (1777-1801). Consort de Francesc I de les Dues Sicílies.
- Antoni Víctor (1779-1835).
- Maria Amàlia (1780-1798).
- Joan (1782-1859). Militar i científic.
- Rainier (1783-1853).
- Lluís (1784-1864). Militar.
- Rodolf (1788-1831). Bisbe d'Olmütz i cardenal.

Maria Lluïsa va morir a la ciutat de Viena el 15 de maig de 1792, dos mesos després de la mort del seu espòs.